# Operacija Baranja
Operacija Baranja bila je vojnoredarstvena operacija Hrvatske vojske u travnju 1992. godine kojom se namjeravalo osloboditi Baranju koja je tada bila pod vlašću JNA i pobunjenih hrvatskih Srba. Akcija je prekinuta te je završila povlačenjem hrvatskih snaga.

## Tijek operacije
Zapovjednik ZP Osijek, general Karl Gorinšek, planira i izvodi kontroverznu akciju upada u Baranju. Napad počinje prelaskom preko Drave i izvodi se na dva glavna smjera: jedan koji izvodi od Valpova te drugi na desnom krilu, sa zamisli da se snagama na desnom krilu odsijeku prometnice prema Vukovaru, a preko lijevog krila prodre dublje u Baranju. Zbog slabe koordinacije, odnosno manjkavom sustavu vođenja i zapovijedanja koji je bio opterećen miješanjem političkih i vojnih odgovornosti, akcija propada te se snage HV povlače uz značajne gubitke u ljudstvu i tehnici.
U operaciji su sudjelovale 106. osječka brigada i 107. Valpovačka (izviđačka četa). Akcija je ispočetka bila više no uspješna, tako da su hrvatske snage kontrolirale većinu nasipa na lijevoj obali Drave, a čak su i srpske snage počele bježati. Usred akcije stigla je naredba iz Zagreba kojom se akcija prekida, tako da je topnička podrška izostala, a Gorinšek je smijenjen. Najviše stradalih dogodilo se prilikom povlačenja. 